# Mercedes-Benz L 206D / L 207 / L 306D / L 307
De Mercedes-Benz L 206D / L 207 / L 306D / L 307 verscheen in 1970 op de markt en behoorde tot de groep lichte bedrijfswagens van Daimler-Benz. Het model was in 1967 reeds eerder op de markt verschenen onder de naam Hanomag-Henschel F20/35/30/35. 
De basis was de Tempo Matador E met een in 1967 door Hanomag-Henschel gemoderniseerd front. Bij de overname in 1970 van Hanomag-Henschel door Mercedes-Benz werden de wagens van dit bedrijf voorzien van een Mercedes-Benz- dieselmotor en verder vrijwel ongewijzigd als Mercedes-Benz op de markt gebracht. De benzineversies van deze modellen behielden tot het einde van de productie in 1977 hun BMC-motor. 
De wagen werd gekenmerkt door een in de lengterichting geplaatste motor, voorwielaandrijving, een buizenchassis, een houten bodemplaat. Er waren twee uitvoeringen voor wat betreft de lengte en twee voor wat betreft de hoogte van het dak. Varianten waren de benzine-uitvoering L 207, en voor zwaardere lasten de L 306D / L 307. Deze laatste twee typen hadden een zwaarder veerpakket, grotere wiel- en bandenmaat en een andere eindoverbrenging. 
De gebruikte dieselmotor was aanvankelijk de Mercedes-Benz OM 615.940 met een vermogen van 55 pk, maar dat steeg in 1972 naar 60 pk. De benzineversies gebruikten tot 1973 de BMC-B motor van 1622cc, daarna werd tot productie einde de 1798 cc-versie van deze motor gebruikt. 
De wagen was voorzien van hydraulisch bediende trommelremmen en had geen stuurbekrachtiging. 
De productie liep van 1970 tot 1977.